# Madison County (Iowa)
Das Madison County ist ein County im US-amerikanischen Bundesstaat Iowa. Im Jahr 2020 hatte das County 16.548 Einwohner und eine Bevölkerungsdichte von 11,4 Einwohnern pro Quadratkilometer.  Der Verwaltungssitz (County Seat) ist Winterset, der Geburtsort von John Wayne.
Das Madison County ist Bestandteil der Metropolregion um Iowas Hauptstadt Des Moines.

## Geografie
Das County liegt im mittleren Südwesten Iowas im südwestlichen Vorortbereich von Des Moines, rund 70 km nördlich der Grenze zu Missouri. Es hat eine Fläche von 1456 Quadratkilometern, wovon drei Quadratkilometer Wasserfläche sind.
Durchflossen wird das County von West nach Ost vom Middle River, der über den Des Moines River zum Stromgebiet des Mississippi gehört.
An das Madison County grenzen folgende Nachbarcountys:
| Guthrie County | Dallas County | Polk County   |
| Adair County   |               | Warren County |
| Union County   |               | Clarke County |

## Geschichte

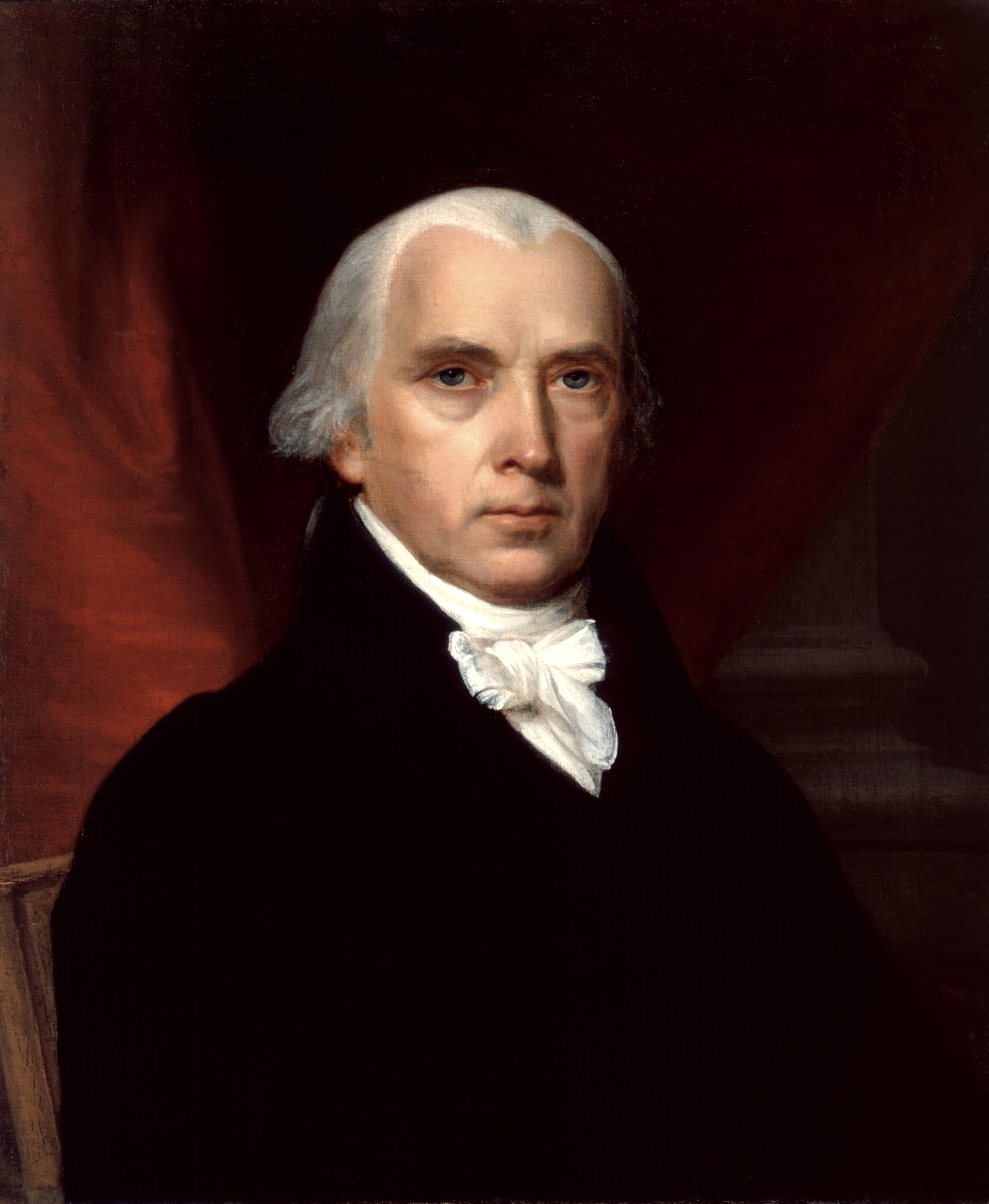
J. Madison

Das Madison County wurde am 13. Januar 1846 aus ehemaligen Teilen des Polk County im damaligen Iowa-Territorium gebildet. Benannt wurde es nach James Madison (1751–1836), dem vierten Präsidenten der Vereinigten Staaten (1809–1817).

Unter Eigenverwaltung steht das Madison County seit 1849.

### Historische Objekte

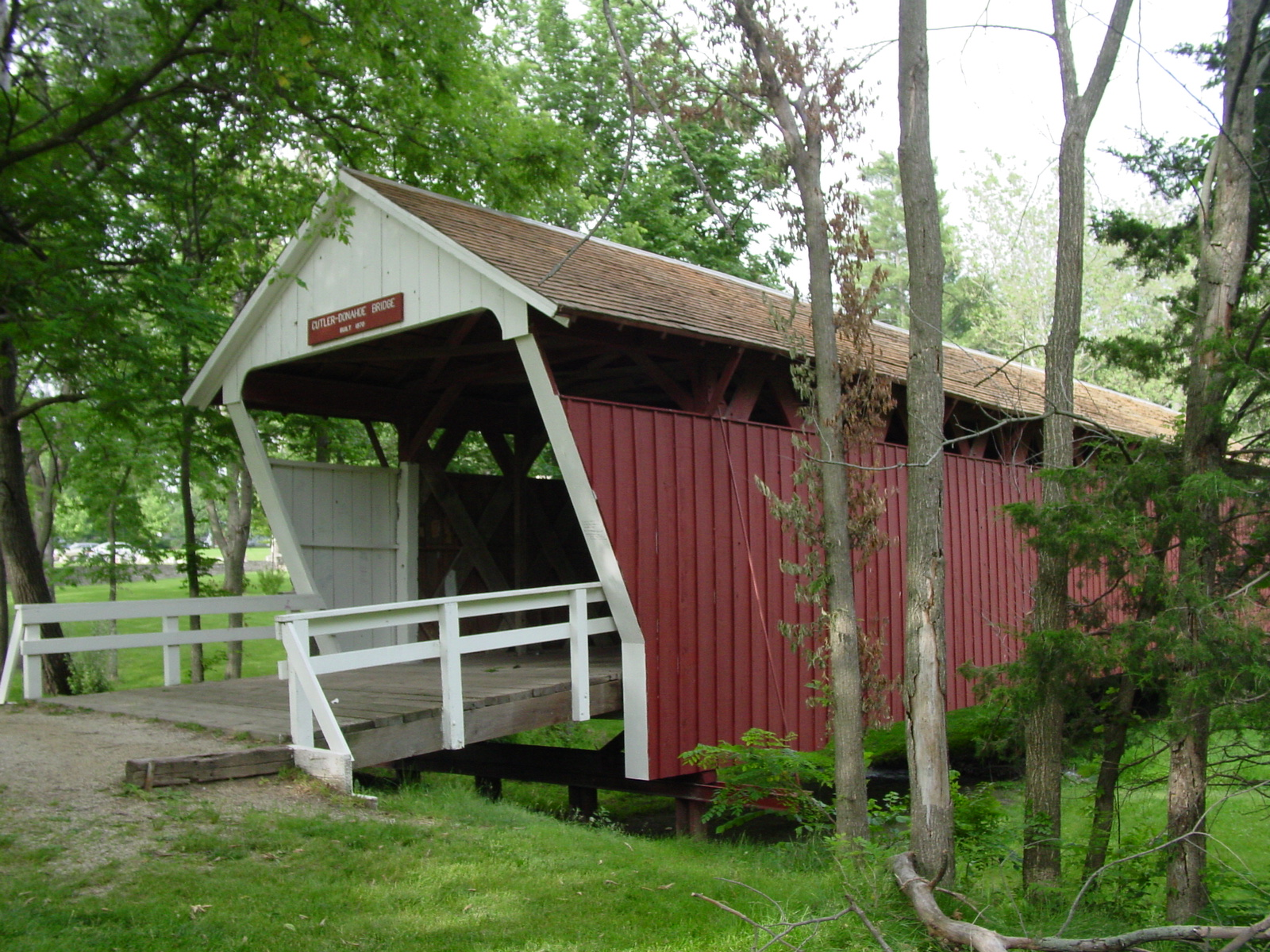
Die Cutler-Donahue Covered Bridge in Winterset, seit 1976 im NRHP gelistet
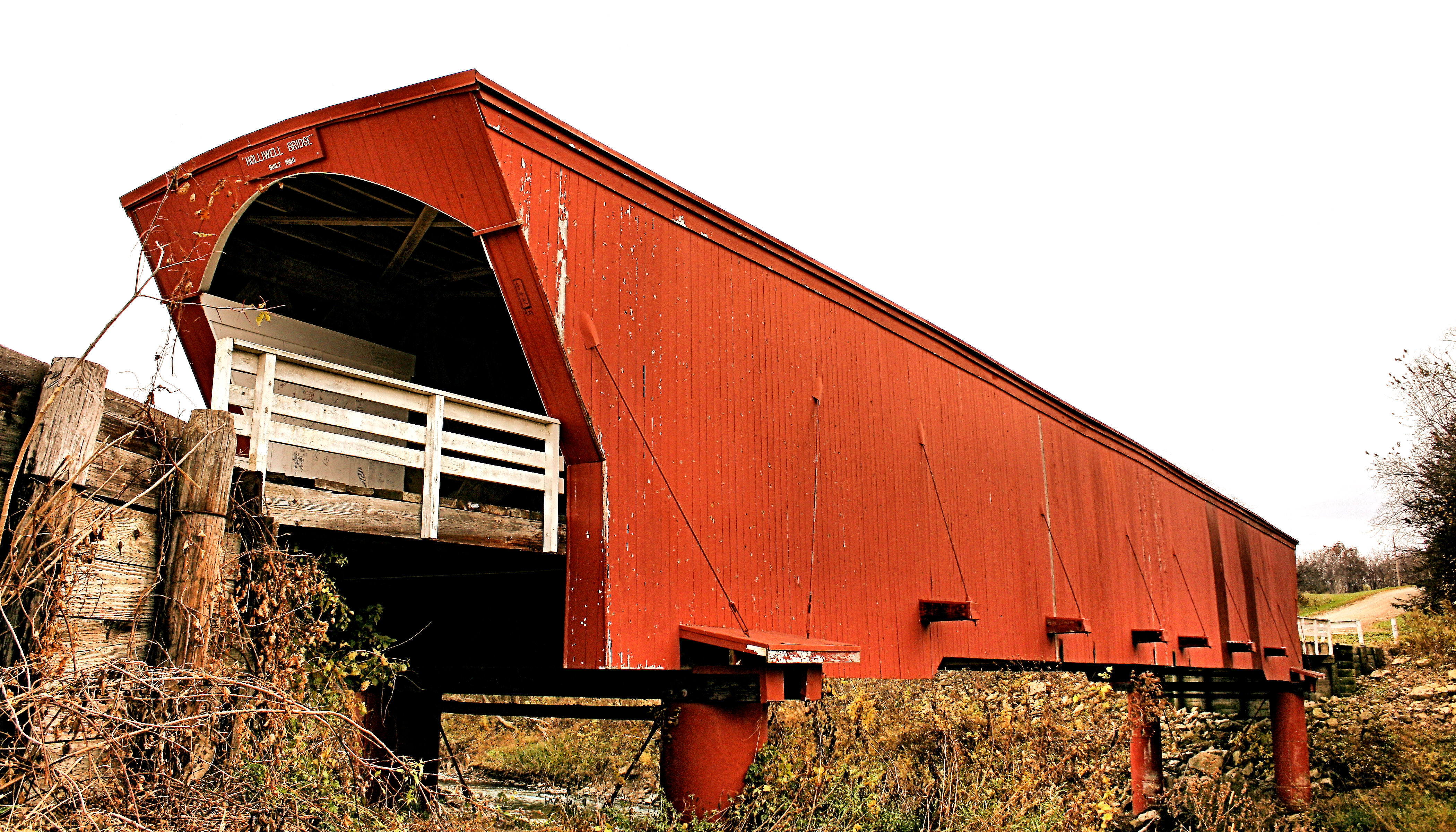
Die Holliwell Covered Bridge südlich von Winterset, seit 1976 im NRHP gelistet
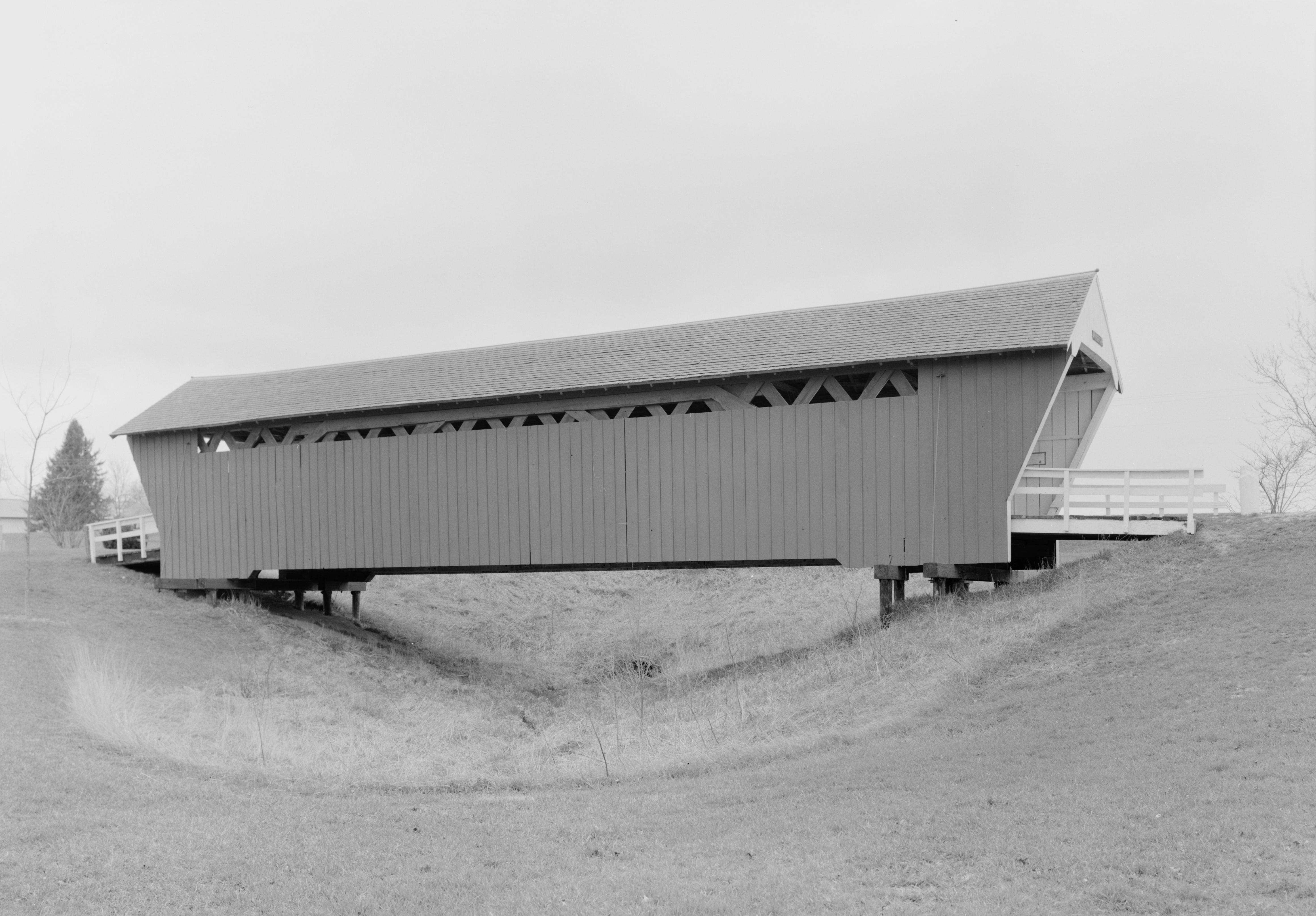
Die Imes Covered Bridge bei St. Charles, seit 1979 im NRHP gelistet
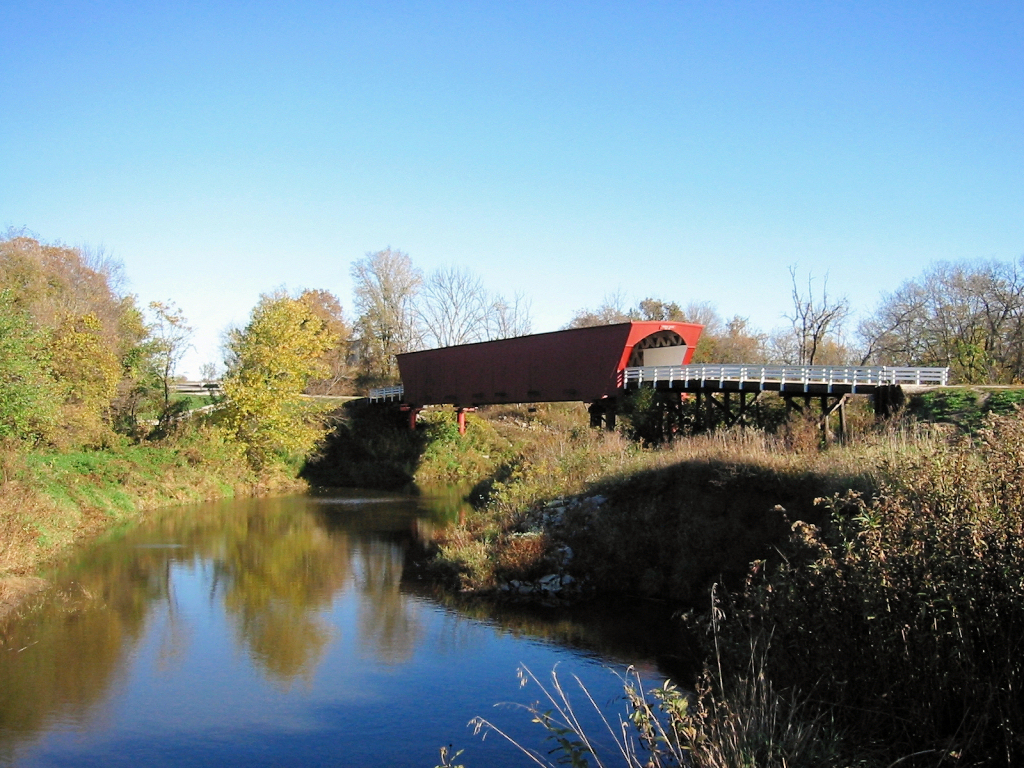
Die Roseman Covered Bridge bei Winterset, seit 1976 im NRHP gelistet

Weitere historische Objekte:
- Liste der Einträge im National Register of Historic Places im Madison County (Iowa)

## Bevölkerung
Nach der Volkszählung im Jahr 2010 lebten im Madison County 15.679 Menschen in 5.843 Haushalten. Die Bevölkerungsdichte betrug 10,8 Einwohner pro Quadratkilometer. In den 5.843 Haushalten lebten statistisch je 2,54 Personen.
Ethnisch betrachtet setzte sich die Bevölkerung zusammen aus 98,1 Prozent Weißen, 0,3 Prozent Afroamerikanern, 0,2 Prozent amerikanischen Ureinwohnern, 0,3 Prozent Asiaten sowie aus anderen ethnischen Gruppen; 0,9 Prozent stammten von zwei oder mehr Ethnien ab. Unabhängig von der ethnischen Zugehörigkeit waren 1,3 Prozent der Bevölkerung spanischer oder lateinamerikanischer Abstammung.
27,2 Prozent der Bevölkerung waren unter 18 Jahre alt, 58,0 Prozent waren zwischen 18 und 64 und 14,8 Prozent waren 65 Jahre oder älter. 50,3 Prozent der Bevölkerung war weiblich.
Das jährliche Durchschnittseinkommen eines Haushalts lag bei 55.607 USD. Das Prokopfeinkommen betrug 26.775 USD. 8,5 Prozent der Einwohner lebten unterhalb der Armutsgrenze.

## Ortschaften im Madison County
Citys
| - Bevington1 - Earlham - East Peru - Macksburg | - Patterson - Saint Charles - Truro - Winterset |

Unincorporated Communities
| - Conger - Hanley - Peru | - Pitzer - Wick |

1 – teilweise im Warren County

## Gliederung
Das Madison County ist in 16 Townships eingeteilt:
| Township             | Einwohner (2010) | FIPS     |
| -------------------- | ---------------- | -------- |
| Crawford Township    | 693              | 19-90846 |
| Douglas Township     | 503              | 19-91044 |
| Grand River Township | 281              | 19-91614 |
| Jackson Township     | 262              | 19-92148 |
| Jefferson Township   | 524              | 19-92238 |
| Lee Township         | 747              | 19-92406 |
| Lincoln Township     | 606              | 19-92571 |
| Madison Township     | 1411             | 19-92775 |

| Township         | Einwohner (2010) | FIPS     |
| ---------------- | ---------------- | -------- |
| Monroe Township  | 290              | 19-92979 |
| Ohio Township    | 962              | 19-93165 |
| Penn Township    | 720              | 19-93288 |
| Scott Township   | 719              | 19-93792 |
| South Township   | 1457             | 19-93942 |
| Union Township   | 672              | 19-94236 |
| Walnut Township  | 408              | 19-94404 |
| Webster Township | 234              | 19-94626 |

Die Stadt Winterset gehört keiner Township an.

## Sonstiges
- Das Madison County ist bekannt für seine vielen Brücken, von denen sechs im nationalen Register der historisch wertvollen Denkmäler aufgenommen sind.
- Der Film Die Brücken am Fluß mit Clint Eastwood und Meryl Streep wurde hier gedreht.
- Seit 1970 findet hier jährlich am zweiten Wochenende im Oktober das Madison County Covered Bridge Festival statt.[14]